# CINAHL
CINAHL ( Cumulative Index to Nursing and Allied Health Literature ) es un índice de artículos de revistas en inglés y otros idiomas seleccionados sobre enfermería , salud relacionada , biomedicina y atención médica.
Ella Crandall , Mildred Grandbois y Mollie Sitner comenzaron un índice de tarjetas de artículos de revistas de enfermería en la década de 1940. El índice se publicó por primera vez como Índice acumulativo de literatura de enfermería (CINL) en 1961. El título cambió a Índice acumulativo de literatura de enfermería y salud afín en 1977 cuando su alcance se amplió para incluir revistas de salud afines. El índice se puso en línea por primera vez en 1984. 
El editor, Cinahl Information Systems, fue adquirido por EBSCO Publishing en 2003.
CINAHL ha sido proporcionada en la web por EBSCO Publishing, Ovid Technologies y ProQuest , además de Cinahl Information Systems, y también en línea por DataStar de Dialog. En 2006, EBSCO anunció su intención de no renovar los acuerdos de distribución con los otros proveedores y hacer que CINAHL esté disponible exclusivamente en la plataforma EBSCOhost. 